# Lena Fujii
Pour les articles homonymes, voir Fujii.
 (mai 2014).
Lena Fujii (藤井リナ, Fujii Rina), née le 2 juillet 1984, à Tokyo, au Japon, est un mannequin, chanteuse et actrice japonaise.

## Biographie
Lena Fujii est née de l'union d'une mère japonaise et d'un père américano-japonais.
Elle est représentée par l'agence de talents Stella Entertainment.
Lena Fujii est célèbre pour avoir travaillé pour le magazine de mode ViVi. Elle apparaît régulièrement en tant que modèle dans la plupart des autres magazines de mode Japonais (Sweet, Lip, Spring, CUTIE...) et elle est désormais l'ambassadrice de CANMAKE Cosmetics.
Elle est également connue pour avoir sorti un album de House music (en collaboration notamment avec DJ Kawasaki).

## Discographie

### LENA
1. Intro for Lena
2. Let it Rain
3. Higher
4. Make me Happy
5. Number One
6. I thought it was you
7. Bright like Light
8. Outro for Lena

### Rainbow
1. Rainbow
2. Black Cinderella
3. Pon de Replay
4. Rainbow (Substance Remix)
5. Black Cinderella (miu-clips Remix)
6. Pon de Replay (Sawagi Remix)